# Dragoje Leković
Dragoje Leković (Sivac, Yugoslavia, 21 de noviembre de 1967) es un exfutbolista serbio que jugaba de portero. Fue internacional en catorce ocasiones con la selección de fútbol de Yugoslavia.

## Clubes
| Club                      | País       | Año       |
| ------------------------- | ---------- | --------- |
| Skoj Sivac                | Yugoslavia | 1987-1988 |
| Estrella Roja de Belgrado | Yugoslavia | 1988-1990 |
| F. K. Budućnost Podgorica | Yugoslavia | 1990-1991 |
| Estrella Roja de Belgrado | Yugoslavia | 1991-1992 |
| F. K. Mogren              | Yugoslavia | 1992-1993 |
| F. K. Budućnost Podgorica | Yugoslavia | 1993-1994 |
| Kilmarnock F. C.          | Escocia    | 1994-1998 |
| Real Sporting de Gijón    | España     | 1998      |
| Málaga C. F.              | España     | 1998-2000 |
| Dundalk F. C.             | Irlanda    | 2000-2002 |
| AEK Larnaca               | Chipre     | 2002-2003 |
| Perth Glory F. C.         | Australia  | 2003-2004 |